# Enchophora pyrrhocrypta
Enchophora pyrrhocrypta är en insektsart som beskrevs av Walker 1851. Enchophora pyrrhocrypta ingår i släktet Enchophora och familjen lyktstritar. Inga underarter finns listade i Catalogue of Life.